# Vamlingbo Kammarmusikfestival
Vamlingbo Kammarmusikfestival är en musikfestival som arrangeras varje sommar i Vamlingbo kyrka på södra Gotland. Konstnärlig ledare för festivalen är sedan 2020 den finska altviolinisten Riikka Repo.

## Historik
Vamlingbo Kammarmusikfestival arrangerades för första gången sommaren 2007, i samband med de så kallade Linnédagarna på Museum Lars Jonsson i Vamlingbo. Initiativtagaren till festivalen var den unge cellisten Erik Wahlgren, som vid tillfället studerade på Kungliga Musikhögskolan i Stockholm.
På grund av det stora intresset började festivalen att arrangeras årligen i den medeltida kyrkan i Vamlingbo. Under Wahlgrens ledarskap utkristalliserades den så kallade Vamlingbokvartetten, bestående av Wahlgren, altviolinisten Riikka Repo och violinisterna Andrej Power och Erik Arvinder. Utöver denna kvartett kom festivalen att besökas av en rad unga musiker från Sverige och utomlands. Konserterna bestod framför allt av klassisk kammarmusik av kompositörer som Haydn, Mozart och Schubert, men innehöll också vissa moderna och samtida verk av tonsättare som Sjostakovitj, Schönberg och Philip Glass. 2017 uruppfördes den svenska kompositören Johan Ulléns pianokvintett "Elegi".
Inför festivalen 2009 bildades Vamlingbo Kammarmusikfestivals Stödförening i syfte att stötta festivalen ekonomiskt och administrativt. Festivalen har alltsedan starten haft fri entré.

## Festivalen idag
2020 lämnade Erik Wahlgren efter fjorton år över det konstnärliga ledarskapet för Vamlingbo Kammarmusikfestival till Riikka Repo. Under Repos ledning har festivalen arrangerats utifrån olika teman. 2021 års festival kretsade kring temat "vänskap och demokrati", och 2022 års festival kring temat "exil och migration". 2022 hölls förutom två konserter i Vamlingbo kyrka även en konsert för barn på Bottarvegården och en konsert i en maskinhall i Burgsvik. 2023 arrangerades fyra konserter på temat ”Musik, natur och klimat”.

## Musiker på festivalen
Sedan starten 2007 har en rad musiker från Sverige och utomlands uppträtt på Vamlingbo Kammarmusikfestival. Utöver Vamlingbokvartetten märks bland annat pianisterna Love Derwinger, Terés Löf och Roland Pöntinen, cellisterna Jakob Koranyi, Anna Ljungberg och Johannes Rostamo, violinisterna Ylva Larsdotter, Daniel Migdal, Tobias Ringborg och Nils-Erik Sparf, altviolinisterna Asbjørn Nørgaard och Hanne Skjelbred, klarinettisterna Emil Jonason, Staffan Mårtensson och Romola Smith, flöjtisten Felicia van den End, trumpetaren Tora Thorslund, oboisten Verity Gunning-Olsson, kontrabasisten Sigrid Granit, gitarristen Jacob Kellermann och operasångerskan Elin Rombo.